# Phalaenopsis
Phalænopsis (em português: Falenopse) são orquídeas asiáticas não comuns como espécies puras em coleções, sendo a maioria das mais conhecidas híbridos gerados de semente, e depois reproduzidas do caule.

## Etimologia
O nome do gênero (Phal.) procede da latinização das palavras gregas: φάλαινα (phálaina), que significa "mariposa"; e ωΨις (opsis) que significa "parecido", aludindo à forma das flores de algumas espécies que se assemelham a mariposas em voo.

Nome comum: 
- Orquídea borboleta
- Orquídea mariposa
- Orquídea boca

## Habitat
Cerca de 65 espécies perenes, epífitas ou litófitas, originárias das Filipinas, Sudeste asiático e outras regiões.
Portanto clima quente, variando de 18C a 35C; um clima extremamente úmido, +- 2000mm anuais.

## Descrição
Há dois tipos principais: o padrão e o miniatura. O primeiro pode chegar a 1 m de altura, enquanto as miniaturas ficam em torno de 30 cm. Ambos têm a estrutura bem semelhante, diferindo apenas no tamanho.
As folhas são largas e brilhosas, nascendo no centro da planta. A queda das folhas mais velhas permite que a planta permaneça com quatro a cinco folhas em qualquer época.
As flores do tipo padrão têm cerca de 8 cm de largura e hastes bem longas, que podem ter até 60 cm. As miniaturas têm flores menores e desabrocham em hastes mais curtas. Suas cores variam do branco ao rosa e amarelo, muitas vezes riscadas ou manchadas com atraentes marcações. As pétalas são arredondadas.
Pode florir até três vezes por ano, e a época varia de acordo com a região geográfica. 
Após a floração algumas hastes florais podem dar origem a keikis.

## Cultivo
- Commons
- Wikispecies

A phalaenopsis é uma orquídea de fácil cultivo. Normalmente elas se adaptam em estufas quentes, com uma iluminação indireta e também muita sombra. Deve-se regar quando as raízes estiverem ficando com uma cor prateada, normalmente a cada 7 ou 15 dias e adubar quando estiver sem flores. A folhagem não deve ser borrifada, pois é propensa ao acúmulo de água na base das folhas, o que pode gerar fungos que causam doenças e podem até mesmo matar a planta. Quanto aos substratos, garanta um que forneça uma boa aeração para as raízes e também uma boa drenagem. O vaso ideal é o de plástico transparente, pois ele possibilita que ela realize fotossíntese pelas raízes e também facilita a rega. Na época da floração as hastes mais altas precisam ser escoradas, pois assim os ramos velhos dão origem a novos.